# Organi costituzionali dell'Italia

Emblema della Repubblica Italiana

Gli organi costituzionali italiani sono organi della Repubblica Italiana previsti dalla costituzione.

## Analisi e caratteristiche
Secondo parte della dottrina giuridica italiana, sono quegli organi necessari e indefettibili dello Stato, previsti dalla Costituzione della Repubblica Italiana, le cui funzioni fondamentali e organizzazione sono da essa direttamente disciplinate. Essi si trovano in posizione di reciproca parità ed essi prendono parte alla cosiddetta funzione politica, cioè partecipano direttamente alle finalità perseguite dallo Stato e indicate nella Costituzione.
Poiché tali organi sono direttamente disciplinati dalla Costituzione, ogni loro modifica è una modifica costituzionale e quindi necessita della approvazione di una legge di revisione della Costituzione. La loro stessa esistenza costituisce però un limite alla revisione della Costituzione.
Rispetto alla nozione di pubblica amministrazione - che declina in maniera compiuta i
soggetti che fanno riferimento alla nozione di Stato-amministrazione e così  identifica la
totalità degli organi statali e  locali che formano il potere
esecutivo ed hanno il proprio vertice del governo - gli organi costituzionali fanno, invece,  capo alla
nozione di Stato-ordinamento, quale amministrazione di vertice di un
settore costituzionalmente separato dall'attività  di
governo.
Secondo quest'accezione, quelli costituzionali sono organi in posizione di
sostanziale autonomia e  quindi di separatezza rispetto alle
amministrazioni dello Stato, anche con riguardo alla loro attività di gestione ed alla loro organizzazione interna. La ratio della loro esclusione della disciplina dettata dal testo unico sul pubblico impiego  deriverebbe dall'esigenza di
preservare l'autonomia di tali organi: pertanto, dalla loro mancata inclusione nel novero delle amministrazioni pubbliche discenderebbe la
sottrazione degli organi costituzionali italiani alla disciplina e   ai controlli tipici delle
amministrazioni statali, quale la giurisdizione di conto.
Con la sentenza della Corte costituzionale n. 129 del 1981, è stato infatti deciso che «deroghe alla giurisdizione»  contabile operano naturalmente  «nei confronti di organi immediatamente partecipi del potere sovrano dello Stato,  e
perciò situati al vertice dell'ordinamento, in posizione di assoluta
indipendenza e di reciproca parità». In buona sostanza,  la giurisdizione di conto deve essere
bilanciata con l'autonomia degli organi costituzionali, in maniera da
contemperare i controlli con i principi della divisione dei poteri.
Tale «esenzione rappresenta un riflesso dell'autonomia di cui gli
organi costituzionali considerati dispongono che non si esaurisce
nella normazione, comprendendo anche il momento applicativo delle
norme stesse, dato che altrimenti quell'autonomia verrebbe dimezzata
dall'attivazione dei corrispondenti rimedi amministrativi,  ed anche
giurisdizionali».
Anche il Consiglio superiore della magistratura - in
quanto organo «situato al vertice dell'ordinamento» giudiziario ed in «posizione di assoluta indipendenza» (art. 104 della Costituzione), rispetto ad ogni altro potere - ha rivendicato la deroga alla generale sottoposizione alla giurisdizione di conto della Corte dei conti, con un ricorso contro la pretesa implicita in una sentenza di primo grado della Sezione giurisdizionale
per la Regione Lazio della Corte dei conti. Il conflitto si è però estinto, per rinuncia del ricorrente, dopo che la Corte dei conti (terza sezione giurisdizionale centrale d’appello) ha annullato il giudizio di primo grado: il 14 luglio 2017 il difensore del CSM aveva depositato presso la Corte costituzionale «istanza di definizione del giudizio per cessata materia del contendere», rilevando che la Corte dei conti «ha dichiarato nulli gli atti oggetto del presente conflitto fra poteri, sia pure per motivazioni squisitamente processuali».

## Organi costituzionali
Sono organi costituzionali:

Bandiera del Presidente della Repubblica italiana
Logo del Governo italiano

- il Presidente della Repubblica
- il Parlamento, composto da Camera dei deputati e Senato della Repubblica
- la Corte costituzionale
- Il Governo della Repubblica Italiana

Nella ripartizione delle unità  revisionali di base relative al
bilancio di previsione dello Stato -  disposta dal Ministero
dell'economia per ogni anno finanziario nell'apposita tabella 2 - la voce loro destinata (organi costituzionali e di rilevanza costituzionale) è comune agli organi di rilevanza costituzionale. In tale seconda accezione la giurisprudenza costituzionale fa rientrare, tra l'altro, il Consiglio superiore della magistratura.

## Il bilancio degli organi non dipendenti dal governo
Benché tutte le spese pubbliche rifluiscano nel bilancio dello Stato, redatto su iniziativa del Governo e sottoposto ad approvazione parlamentare, si ritiene che le spese degli organi costituzionali, che la Costituzione pone al di fuori dell'amministrazione subordinata all'Esecutivo, siano oggetto di autodeterminazione: pertanto Presidenza della Repubblica, Corte costituzionale, Camera dei deputati e Senato della Repubblica non potrebbero vedere compresse le loro esigenze di spesa senza il loro consenso. Facendosi forte del diverso trattamento subito dai consigli regionali, una dottrina minoritaria contesta questa conclusione sottolineando la natura eminentemente tautologica delle relative clausole di salvaguardia previste per legge ordinaria.
Anche sotto il profilo della gestione delle risorse loro conferite, Presidenza della Repubblica, Corte costituzionale e Camere hanno una piena autonomia anche normativa, in nome del principio dell'autodichia: i relativi uffici amministrativi sono però oramai stabilmente composti da dipendenti assunti per concorso pubblico, come prevede lo statuto costituzionale del pubblico impiego. Previsioni di legge rivolte direttamente a tali amministrazioni, in riferimento alla disciplina generale dei dipendenti pubblici, restano comunque assai rare; si riconduce alla dottrina dell'autodichia anche la loro sottrazione alla disciplina di contrattazione (giuridica ed economica) di qualsiasi comparto pubblico, mentre è controversa  l'esistenza di una "consuetudine costituzionale sull’esenzione dalla giurisdizione contabile per i supremi organi dello Stato" che inibisca l’azione di responsabilità per danno erariale, la quale "comporterebbe un’interferenza nelle attribuzioni riservate all’organo costituzionale riguardando attività riconducibili all’ambito organizzativo dell’organo costituzionale, dotato di autonomia costituzionalmente tutelata".
Di conseguenza, va segnalata la compresenza, nel bilancio dei singoli organi costituzionali suddetti, di voci inesistenti negli omologhi organi costituzionali stranieri, che non prevedono a proprio carico spese sostenute da altri sistemi retributivi o previdenziali pubblici o privati: anche laddove le democrazie sono di più antica e consolidata tradizione, all'estero non si è mai sviluppata una dottrina tale da sostenere - come avviene in Italia - che l'indipendenza e la sovranità degli organi supremi passi attraverso l'autodichia, cioè la sottrazione dei dipendenti e degli appalti dalle regolamentazioni valide per la generalità delle altre pubbliche amministrazioni. Nessun seguito hanno avuto le proposte di superare questo sistema previdenziale 'in house', quanto meno mediante una gestione unitaria di tutti gli organi costituzionali e di rilevanza costituzionale.